# Agrilus filius
Agrilus filius é uma espécie de inseto do género Agrilus, família Buprestidae, ordem Coleoptera.
Foi descrita cientificamente por Bílý, Curletti & Van Harten, 2003.